# ATP Challenger Zhangjiagang
Das ATP Challenger Zhangjiagang (offizieller Name: International Challenger Zhangjiagang) ist ein Tennisturnier in Zhangjiagang, China, das seit 2017 jährlich ausgetragen wird. Es ist Teil der ATP Challenger Tour und wird im Freien auf Hartplatz ausgetragen.

## Liste der Sieger

### Einzel
| Jahr                         | Sieger                | Finalgegner      | Ergebnis              |
| ---------------------------- | --------------------- | ---------------- | --------------------- |
| 2025                         |                       |                  | Austragung ab 25.8.25 |
| 2024                         | Yasutaka Uchiyama (2) | Mark Lajal       | 6:74, 6:2, 6:2        |
| 2023                         | Térence Atmane        | Mikalaj Haljak   | 6:1, 6:2              |
| 2020–2022: nicht ausgetragen |                       |                  |                       |
| 2019                         | Marc Polmans          | Lorenzo Giustino | 6:4, 4:6, 7:64        |
| 2018                         | Yasutaka Uchiyama (1) | Jason Jung       | 6:2, 6:2              |
| 2017                         | Jason Jung            | Zhang Ze         | 6:4, 2:6, 6:4         |

### Doppel
| Jahr                         | Sieger                      | Finalgegner                        | Ergebnis              |
| ---------------------------- | --------------------------- | ---------------------------------- | --------------------- |
| 2025                         |                             |                                    | Austragung ab 25.8.25 |
| 2024                         | Kaichi Uchida Takeru Yuzuki | Francis Alcantara Pruchya Isaro    | 6:1, 7:5              |
| 2023                         | Ray Ho Matthew Romios       | Francis Alcantara Sun Fajing       | 6:3, 6:4              |
| 2020–2022: nicht ausgetragen |                             |                                    |                       |
| 2019                         | Max Purcell Luke Saville    | N. Sriram Balaji Hans Hach Verdugo | 6:2, 7:65             |
| 2018                         | Gong Maoxin Zhang Ze        | Bradley Mousley Akira Santillan    | kampflos              |
| 2017                         | Gao Xin Zhang Zhizhen       | Chen Ti Yi Chu-huan                | 6:2, 6:3              |